# Stubbendorf (bei Tessin)
Stubbendorf település Németországban, Mecklenburg-Elő-Pomeránia tartományban. Lakosainak száma 164 fő (2023. december 31.).

## Népesség
A település népességének változása:
| Lakosok száma | 150  | 154  | 158  | 162  | 164  |
|               | 2017 | 2019 | 2021 | 2022 | 2023 |